# Hubička (opera)
Hubička je v pořadí šestá opera Bedřicha Smetany. Premiéru měla 7. listopadu 1876 v Prozatímním divadle v Praze. Po chladném přijetí některých předchozích Smetanových oper založených na principech moderní hudby, a proto ne zcela pochopených, byla Hubička novou „národní“ operou vycházející z lidových tradic a vyjadřující prostředí českého venkova, stejně jako typickou českou duši. Smetana tak lidem věnoval melodické dílo, pochopitelné širokým vrstvám a svým charakterem navazující na velmi úspěšnou Prodanou nevěstu. Premiéra, již navštívil korunní princ Rudolf, byla přijata s nadšením a respekt ke Smetanovi byl tím větší, že Hubičku skládal již hluchý. Libreto komické opery o dvou jednáních napsala Eliška Krásnohorská podle povídky Karoliny Světlé.

## Osoby a první obsazení
| osoba                                            | hlasový obor | premiéra (7.11.1876) |
| ------------------------------------------------ | ------------ | -------------------- |
| Otec Paloucký                                    | basbaryton   | Karel Čech           |
| Vendulka, jeho dcera                             | soprán       | Marie Sittová        |
| Lukáš, mladý vdovec                              | tenor        | Antonín Vávra        |
| Tomeš, jeho švagr                                | basbaryton   | Josef Lev            |
| Martinka, stará teta Vendulčina                  | alt          | Marie Cachová        |
| Barče, služka u Palouckých                       | soprán       | Marie Laušmannová    |
| Matouš, starý pašíř                              | bas          | František Mareš      |
| Strážník                                         | tenor        | Jan Šára             |
| Sousedé a sousedky, děvčata, hudebníci, pašíři   |              |                      |
| Dirigent: Adolf Čech, režisér: Edmund Chvalovský |              |                      |

## Inscenační historie

### V českých zemích
Hubička je po Prodané nevěstě druhou nejhranější Smetanovou operou, ale též jednou z nejhranějších oper v českých zemích vůbec (např. v Národním divadle jí náleží třetí místo po Prodané nevěstě a Rusalce). Od úspěšné premiéry se trvale zařadila na repertoár českých divadel. P. Pražák napočítal 1574 představení do konce sezóny 1947/48; databáze Divadelního ústavu eviduje 55 profesionálních inscenací po roce 1945. Mimo Prahu ji poprvé uvedla roku 1880 v Plzni a pak na dalších místech společnost Pavla Švandy ze Semčic; ten si Hubičku zvolil i za zahajovací představení svého nového Divadla u Libuše na Smíchově (1881). Roku 1884 byla poprvé uvedena v Národním divadle v Brně, jako třetí opera po Prodané nevěstě a Trubadúrovi; rovněž v českém divadle v Moravské Ostravě byla uvedena brzy po jeho otevření roku 1919 jako druhá opera. I v Olomouci a Bratislavě byla Hubička uvedena hned v první sezóně po jejich otevření (1920/21). Významnou inscenací bylo též nastudování ve vinohradské zpěvohře roku 1916 autorským týmem Otakar Ostrčil, Karel Hugo Hilar a František Kysela. Krátce po druhé světové válce (ještě v roce 1946) zařadila Hubičku na repertoár nově vzniklá česká divadla v Opavě, Liberci a Ústí nad Labem, na Kladně ji nastudovali poprvé roku 1950, v Českých Budějovicích roku 1954. V posledních letech uvedly nové inscenace divadla v Ostravě, Pardubicích a Plzni (2000), Českých Budějovicích (2004), pražské Národní divadlo (2007) a Moravské divadlo Olomouc (2015).
Hubičku neuváděla jen českojazyčná divadla. Ve smetanovském jubilejním roce 1924 ji – jako první operu českého skladatele, což bylo významné kulturně-politické gesto – úspěšně uvedlo pražské Nové německé divadlo a následovaly další německé inscenace.
Díky poměrně malé inscenační náročnosti byla Hubička často poloprofesionálně nebo amatérsky (a to i například ve washingtonské Sokol Opera Group) anebo jako studijní představení (tak ji hrála např. brněnská Janáčkova akademie múzických umění v letech 1964 a 1971). V roce 2012 ji provedlo Originální hudební divadlo Praha v Přírodním divadle Divoká Šárka.
Mezi nejnovější české inscenace Hubičky patří:
- 2015 – Moravské divadlo Olomouc[7]
- 2015 – Národní divadlo Brno[8]
- 2021 – Národní divadlo moravskoslezské (premiéra 11. 6. 2021 v Litomyšli)[9]

### Mimo české země
První inscenace Hubičky mimo české země se datují od vlny zájmu o Smetanovo operní dílo, kterou zahájilo uvedení Prodané nevěsty a Dalibora na divadelní výstavě ve Vídni roku 1892 souborem Národního divadla. Podle P. Pražáka byla již následujícího roku Hubička poprvé inscenována v němčině, a to v bádenském velkovévodském divadle v Karlsruhe na počest velkovévodkyně Louisy Pruské, moderní příručky však udávají jako německou premiéru inscenaci téhož roku v Lipsku. Následovala roku 1894 inscenace ve vídeňské Dvorní opeře; její ředitel a dirigent Wilhelm Jahn jí uvedl Smetanu do tohoto prestižního divadla raději než Prodanou nevěstou, která byla považována za příliš nevážnou. Od té doby byla poměrně často hrána v německých divadlech, do Berlína (Theater des Westens) dorazila roku 1902. Hrála se však v poměrně volném překladu a úpravě Ludwiga Hartmanna, který Eliška Krásnohorská značně kritizovala. Později jej nahradil věrnější překlad Leo Schottländera, zhotovený pro inscenaci v pražském Novém německém divadle roku 1924. Významnou inscenaci připravil v berlínské Krollově opeře roku 1927 Alexander von Zemlinsky. V Německu se Hubička hraje dosud, jednu z posledních inscenací této opery uvedlo v roce 2011 Městské divadlo v Hildesheimu.
Mimo německojazyčné prostředí ji uvedl nejprve Hilarius Beníšek na repertoár slovinského divadla v Lublani. Díky českým přistěhovalcům byla roku 1921 poprvé provedena v Chicagu. Ve Spojených státech se hrála vícekrát, například opět v Chicagu roku 1948 a v New York Manhattan School of Music roku 1971. V meziválečném prostředí byla provedena též v Belgii (ve vlámštině), v Záhřebu (v chorvatštině) a v Polsku (Lvov 1924).
V roce 1938 byla poprvé provedena v Liverpoolu, ale více ji ve Spojeném království uvedl až roku 1948 dirigent Vilém Tauský na mnohých místech s Carl Rosa Opera Company. Roku 1969 uvedli Hubičku v Cambridgi dirigent Mark Elder a režisér David Pountney jako svou první inscenaci po převzetí vedení univerzitní operní společnosti. Dvakrát ji uvedl operní festival v irském Wexfordu, a to v letech 1984 a 2010.
Od vzniku slovenského divadla byla Hubička poměrně hojně hrána na Slovensku. Řadu inscenací provedlo Slovenské národní divadlo (1920, 1922, 1923, 1924, 1929, 1941, 1952, 1955, 1962, 1980), hrála ji i divadla v Košicích (1949, 1960), Prešově (1952) a v Banské Bystrici (1960, 1983) i scéna Vysoké školy múzických umění v Bratislavě (1959, 1989). Po osamostatnění Slovenska ji nastudovalo Slovenské národní divadlo roku 2003.

### Interpreti

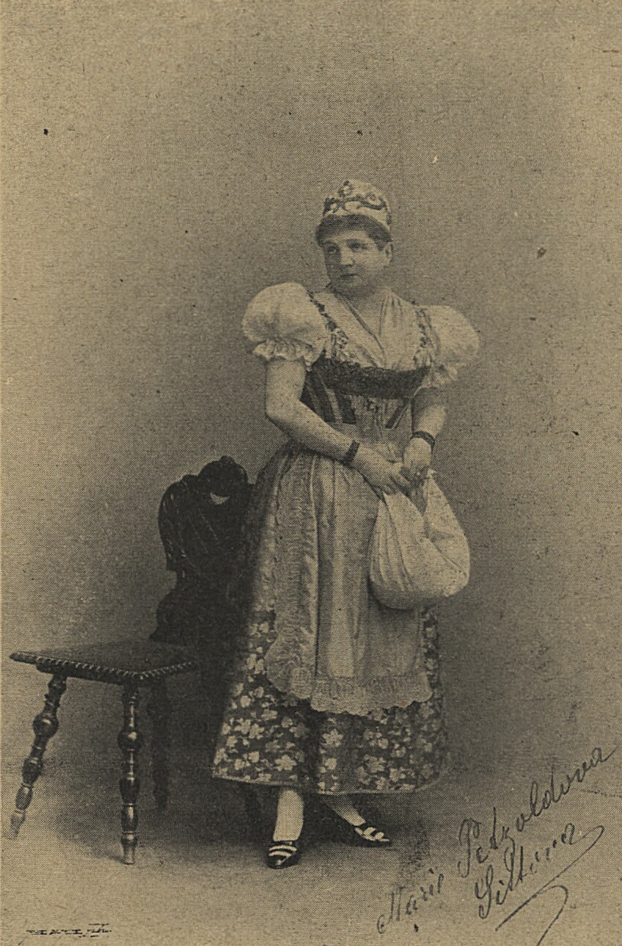
Marie Petzoldová-Sittová jako Vendulka (Národní divadlo)

Při hojnosti provádění Hubičky na českých jevištích v minulosti se v jejích rolích vystřídala většina významných českých operních pěvců. Vendulku po Marii Sittové zpívaly například Amalie Bobková, Růžena Maturová, Kamila Ungrová, Ada Nordenová, Ludmila Červinková, Drahomíra Tikalová, Libuše Domanínská, Daniela Šounová, Eva Děpoltová, Dana Burešová, Mária Haan. Lukáše zpíval vynikajícím způsobem Otakar Mařák, dále mimo jiné Miloslav Jeník, Vladimír Wuršer, Vladimír Tomš, Beno Blachut, Ivo Žídek, Oldřich Spisar, Leo Marian Vodička, Valentin Prolat... Úlohu Tomše ztvárnil vzorně Emil Burian, dále Jan Konstantin, Zdeněk Otava, Václav Bednář, Přemysl Kočí, Teodor Šrubař, Jindřich Jindrák, Ivan Kusnjer, Vratislav Kříž, Roman Janál. Otce Palouckého zpívali mimo jiné Vilém Heš, Václav Kliment, Jiří Huml, Luděk Mandaus, Vilém Zítek, Eduard Haken, Karel Kalaš... Martinku brzy po premiéře převzala Betty Fibichová, později ji zpívaly například Marie Klánová-Panznerová, Marta Krásová, Štěpánka Štěpánová, Drahomíra Drobková, Yvona Škvárová.

## Děj
1. dějství: V domě Palouckého se objevuje Martinka a oznamuje, že mladý vdovec Lukáš přijde na námluvy. Lukáš se po léta miluje s Vendulkou, ale z vůle rodičů si musel vzít jinou. Ta zemřela, ale předtím mu porodila dítě.
Přichází Lukáš s Tomešem a s nimi lidé z celé vsi. Otec Paloucký je ochoten dát Lukášovi Vendulku, dělá to ovšem nerad, neboť Lukáš i Vendulka mají tvrdé hlavy a jejich život bude samý spor. Lukáš se tomu posmívá. Záhy ovšem propukne spor o hubičku, kterou Lukáš na Vendulce žádá, ale již mu Vendulka nechce dát, dokud nebudou svoji, aby tak nepohněvala nebožku. Když oba osamí, strhne se prudká hádka. Lukáš nakonec opustí dům a Vendulka zůstane s jeho děckem. Kolébá je a zpívá mu ukolébavky.
Najednou se pod oknem objeví Lukáš a za veselé písničky líbá děvčata, jež si sem přivedl, a to vše před lidmi. Nešťastná Vendulka utíká k Martince.
2. dějství: Temným pohraničním lesem jdou v noci pašíři, tiše, aby nebyli prozrazeni. Vtom se zde ocitá Lukáš, jenž sem utekl, aby zde naříkal nad svým proviněním. Zastihne jej Tomeš, který se bál, aby si Lukáš něco neudělal. Radí mu, aby Vendulku před svědky odprosil, vždyť Vendulka ho má pořád ráda. Matouš to vše slyší. Zakrátko se setkává s Martinkou a Vendulkou, která své tetě dnes pomáhá s nůší. Předají si pašované zboží a nato Matouš pospíchá za Lukášem, aby mu pověděl, že se Vendulka skrývá u své tety. Martinka mezitím Vendulce, jež se dušuje, že s Lukášem nadobro skončila, domluví, aby přestala vzdorovat - hubička přece není nic zlého. Do toho potkají strážníka, jehož se Vendulka poděsí.
Už svítá a před Martinčinou chalupou čeká Barče. Radostně vítá zpěv skřivánka. Přichází Matouš a přivádí Lukáše, Tomše, Palouckého i lidi ze vsi. Lukáš prosí nejprve otce Palouckého o odpuštění a po příchodu Vendulky i ji. Ta mu odpouští a chce mu dát hubičku, avšak Lukáš nechce - jeden druhému nyní chtějí ustoupit. Pak si konečně padnou do náručí.

## Nahrávky
- 1948 (rozhlasová nahrávka, rekonstruována 1995, dosud nevydána) Zpívají: (Paloucký) Eduard Haken, (Vendulka) Aša Slavická, (Lukáš) Beno Blachut, (Tomeš) Václav Bednář, (Martinka) Štěpánka Štěpánová, (Matouš) Ladislav Mráz, (Barče) Maria Tauberová, (strážník) Oldřich Kovář. Pěvecký sbor a symfonický orchestr pražského rozhlasu řídí Jaroslav Krombholc [25]
- 1952 (Supraphon. LP (1953) DV 5132-34, CD vydáno 2006, SU 3878-2) Zpívají: (Paloucký) Karel Kalaš, (Vendulka) Ludmila Červinková, (Lukáš) Beno Blachut, (Tomeš) Přemysl Kočí, (Martinka) Marta Krásová, (Matouš) Vladimír Jedenáctík, (Barče) Štefa Petrová, (strážník) Karel Hruška. Sbor a orchestr Národního divadla v Praze řídí Zdeněk Chalabala
- 1965 (rozhlasová nahrávka, rekonstruována 2009, dosud nevydána) Zpívají: (Paloucký) Karel Berman, (Vendulka) Milada Šubrtová, (Lukáš) Beno Blachut, (Tomeš) Jindřich Jindrák, (Martinka) Ivana Mixová, (Matouš) Dalibor Jedlička, (Barče) Helena Tattermuschová, (strážník) Rudolf Vonásek. Pěvecký sbor a symfonický orchestr pražského rozhlasu řídí Alois Klíma [26]
- 1980 (Supraphon. LP (1980) 1416 3341-43, CD vydáno 1994, SU 11 2180-2 612) Zpívají: (Paloucký) Eduard Haken, (Vendulka) Eva Děpoltová, (Lukáš) Leo Marian Vodička, (Tomeš) Václav Zítek, (Martinka) Libuše Márová, (Matouš) Karel Hanuš, (Barče) Božena Effenberková, (strážník) Zdeněk Jankovský. Sbor a orchestr Janáčkovy opery v Brně řídí František Vajnar
- 2007 (Česká televize, záznam operního představení v Litomyšli) Zpívají: Luděk Vele (Paloucký), Dana Burešová (Vendulka), Tomáš Černý (Lukáš), Roman Janál (Tomeš), Yvona Škvárová (Martinka), Aleš Hendrych (Matouš), Marie Fajtová (Barče). Orchestr a sbor opery Národního divadla v Praze řídí Zbyněk Müller.[27][28]